# Hydropsyche indica
Hydropsyche indica är en nattsländeart som beskrevs av Betten 1909. Hydropsyche indica ingår i släktet Hydropsyche och familjen ryssjenattsländor. Inga underarter finns listade i Catalogue of Life.